# BYD
BYD Co Ltd (от англ. Build Your Dreams, „изгради мечтите си“) е китайски конгломерат, включващ производителя на автомобили BYD Auto и производителя на акумулатори и електроника BYD Electronic. Разположен е в Шънджън (Китай). В списъка на най-големите публични компании в света Forbes Global 2000 за 2022 г. BYD заема 580-о място. Притежател на компанията е китайският милиардер Ван Чуанфу.
BYD има четири производствени бази – в Шъджън, Сиан, Шанхай и Пекин.

## История
Компанията е основана от Ван Чуанфу (Wang Chuanfu) с финансовата подкрепа на неговия братовчед Люй Синян (Lv Xiangyang) през февруари 1995 г., като първоначално е произвеждала акумулатори. Като място на създаване на компанията е избран Шънджън, където по това време бързо се развива електронната промишленост. Към 2002 г., когато BYD се листва на Хонконгската фондова борса, тя вече е най-големият производител на акумулатори в Китай. През 2003 г. е закупен автомобилният завод в Qiaozhuang, провинция Шънси от държавния конгломерат Norinco и е трансформиран в дъщерно дружество на BYD Automobile. Компанията наследява от завода модела Flyer. В същото време в Пекин е закупен завод за производство на прес-форми и е създадено дизайнерско бюро в Шанхай. Първият собствен модел е F3, за който Toyota Corolla служи като модел. През следващите няколко години са пуснати в производство още редица модели, много от които също са подобни на моделите на Toyota. До 2010 г. продажбите достигат 500 хил. коли на година.
Целта на компанията обаче е да започне да произвежда електрически превозни средства, а не просто да копира популярни модели с двигатели с вътрешно горене. Представен през 2008 г., BYD F3DM става първият в света plug-in хибриден автомобил (с възможност за включване към електрическата мрежа). Изцяло електрическият модел e6 е представен през 2010 г. Освен това през 2006 г. е основана друга дъщерна компания, BYD Automotive Industry, която в крайна сметка започва да произвежда автобуси, камиони (самосвали до 60 тона) и електрическо пътно оборудване, а по-късно и монорелсови влакове.
През 2008 г. конгломератът на Уорън Бъфет Berkshire Hathaway купува около 10% от акциите на BYD. През 2011 г. е създадено съвместно предприятие с Daimler, което започва производството на автомобили под марката DENZA, но то просъществува недълго. През юни 2011 г. компанията емитира т.нар. А-акции, които са пуснати на Шънджънската фондова борса.
През 2013 г. започва производството на нова серия модели, този път по собствен дизайн. Първият модел е Qin (Цин), кръстен на първата китайска империя, следните модели също са наречени на китайски империи: Tang (Тан), Yuan (Юен), Song (Сун) и Han (Хан). През 2016 г. е нает известният автомобилен дизайнер Волфганг Егер, който преди това е работил в Audi. През 2020 г. е създадено съвместно предприятие с Toyota за производство на електрически превозни средства.
През март 2023 г. започва строителството на автомобилен завод на BYD в тайландската провинция Районг. През август 2023 г. BYD Electronics подписва споразумение за закупуване на заводите за електроника на американската компания Jabil в градовете Уси и Ченду за 2,2 млрд. щ.д.

## Собственици и ръководство
- Ван Чуанфу (Wang Chuan-fu, род. 8 април 1966 г.) – основател, председател на съвета на директорите и президент на компанията. Притежава 17,64% от акциите на BYD Company.
- Люй Синян (Lv Xiang-yang, род. през 1962 г.) – съосновател, вицепредседател на компанията. Преди създаването на компанията през 1995 г. работи в клона на Народната банка на Китай в Чаоху. Притежава 13,55% от акциите на BYD Company.

Berkshire Hathaway притежава 20,49% Х-акции, които се котират на на Хонконгската фондова борса, което съответства на 7,73% от общата сума пуснати акции (чрез дъщерната компания Western Capital Group).

## Дейност
Основните продукти на компанията са автомобили и компоненти, които представляват 52% от приходите през 2021 г., батериите и слънчевите панели представляват 7% от приходите, другите продукти включват компоненти за мобилни телефони и друга електроника, както и услуги за сглобяване на оборудване. На Китай (включително Хонг Конг, Макао и Тайван) се падат 70% от приходите.
|                  | 2012  | 2013  | 2014  | 2015  | 2016  | 2017  | 2018  | 2019  | 2020  | 2021  |
| ---------------- | ----- | ----- | ----- | ----- | ----- | ----- | ----- | ----- | ----- | ----- |
| Оборот           | 44,38 | 49,77 | 55,37 | 77,61 | 100,2 | 102,7 | 121,8 | 121,8 | 153,5 | 211,3 |
| Чиста печалба    | 0,081 | 0,553 | 0,434 | 2,823 | 5,052 | 4,066 | 2,780 | 1,614 | 4,234 | 3,045 |
| Активи           | 70,01 | 78,01 | 94,01 | 115,5 | 145,1 | 178,1 | 194,6 | 195,6 | 201,0 | 295,8 |
| Собствен капитал | 21,20 | 21,71 | 25,37 | 32,29 | 51,26 | 55,00 | 55,20 | 56,76 | 56,87 | 95,07 |

## Леки автомобили
От марката BYD
- BYD F0 – мини хечбек
- BYD F3 – първо поколение седан (модел от 2005 г.), изнасян само за пазарите в третия свят
- BYD F3 – рестайлинг второ поколение седан (модел 2014 г.)
- BYD New F3 – рестилизиран седан от трето поколение (модел 2016)
- BYD F5 – Su Rui седан върху удължена платформа на модел F3
- BYD e5 300 – електрическо превозно средство (EV), базирано на модела Su Rui
- BYD Qin – седан с хибридно задвижване WTHEV
- BYD EV300 – електрическо превозно средство (EV), базирано на модела Qin
- BYD Yuan – Компактен кросоувър S1 с HEV хибридно задвижване
- BYD Song – Компактен кросоувър S3 с HEV хибридно задвижване
- BYD S6 – кросоувър в пълен размер
- BYD Tang – кросоувър с HEV хибридно задвижване, базирано на модела S6
- BYD S7 – премиум кросоувър в пълен размер
- BYD M6 – миниван
- BYD e6 – компактно електрическо превозно средство (EV), специална версия за таксита с увеличен резерв на мощност до 400 km
- BYD Han – седан, предлага се като електрически автомобил и като хибрид
- BYD Shang - M3 DM хибриден компактен ван, базиран на платформата Nissan NV200, произведена е ограничена серия

От марката Denza
- DENZA 500 EV – модернизиран електрически автомобил (EV), базиран на платформата MFA на Daimler (Mercedes Benz B-class W246)
- Denza D9 – миниван с електрическо задвижване
- Denza N7 – кросоувър с електрическо задвижване
- Denza N8 – кросоувър с хибридно задвижване, базирано на BYD Tang

От марката FangChengBao
- Leopard 3 – компактен SUV
- Leopard 5 – среден SUV
- Leopard 8 – SUV в пълен размер

От марката Yangwang
- Yangwang U6 – спортен седан
- Yangwang U8 – хибриден SUV
- Yangwang U9 – спортна кола

## Търговски автомобили
- BYD T3 – EV ван за доставка, базиран на модела Shang, ограничено производство
- BYD K9 – сериен градски нископодов 12-метров електрически автобус (27 места + 4 социални места) с резерв на мощност от около 250 km

## Прототипи
- BYD F3e
- BYD F6DM

## Дъщерни дружества
Основни дъщерни дружества към 2021 г.:
- BYD Lithium Batteries Co., Ltd. (КНР, 100%, производство на литиево-йонни батерии)
- Shanghai BYD Co., Ltd. (КНР, 100%, производство на литиево-йонни батерии и слънчеви панели)
- BYD Auto Co., Ltd. (КНР, 100%, производство на автомобили)
- Huizhou BYD Battery Co., Ltd. (КНР, 100%, производство на литиево-йонни батерии)
- BYD Auto Industry Co., Ltd. (КНР, 100%, производство на автомобили и релсови превозни средства)
- BYD Electronic (International) Co., Ltd. (Хонконг, 66%, инвестиционен холдинг)
  - BYD Precision Manufacture Co., Ltd. (КНР, 66%, производство на компоненти за мобилни телефони и друга електроника)
  - Huizhou BYD Electronic Co., Ltd. (КНР, 66%, високо прецизен монтаж)
  - Xi'an BYD Electronic Co., Ltd. (КНР, 66%, производство на компоненти за мобилни телефони)
- BYD Auto Sales Co., Ltd. (КНР, 100%, продажба на автомобили и гаранционни ремонти)
- Changsha BYD Auto Co., Ltd. (КНР, 100%, производство на автомобили и компоненти)
- BYD (Shangluo) Industrial Co., Ltd. (КНР, 100%, производство на слънчеви панели)